# Županjac
Županjac (em cirílico:Жупањац) é uma vila da Sérvia localizada no município de Lazarevac, pertencente ao distrito de Belgrado, na região de Kolubara. Possuía uma população de 582 habitantes segundo o censo de 2002.

## Demografia
| 1948 | 1953 | 1961 | 1971 | 1981 | 1991 | 2002 |
| ---- | ---- | ---- | ---- | ---- | ---- | ---- |
| 594  | 596  | 581  | 552  | 597  | 650  | 582  |